# Pontiac Grand Prix
O Grand Prix é um automóvel que foi produzido pela Pontiac entre 1962 e 2008. Primeiramente introduzido como um modelo de tamanho full-size, e lançado como modelo 1962, o nome Grand Prix (Grande Prêmio) foi vinculado ao modelo para o segmento de Luxo pessoal, e o de tamanho médio foi oferecido abaixo da linha de modelos Pontiac de tamanho largo do Bonneville.

## Primeira geração (1962-1968)
O Grand Prix foi lançado na linha Pontiac do ano de 1962, como uma substituição do modelo anterior o Pontiac Ventura.
Ele foi essencialmente um modelo padrão do coupé Pontiac Catalina mas com um mínimo de acabamento cromado por fora e interior esportivo.

## Segunda geração (1969-1972)
Para o modelo do ano de 1969 o diretor geral da linha John Zachary DeLorean ordenou o desenvolvimento todo novo do Grand Prix baseado na versão intermediária da Plataforma GM A que foi apelidado de Chassis G.

## NASCAR

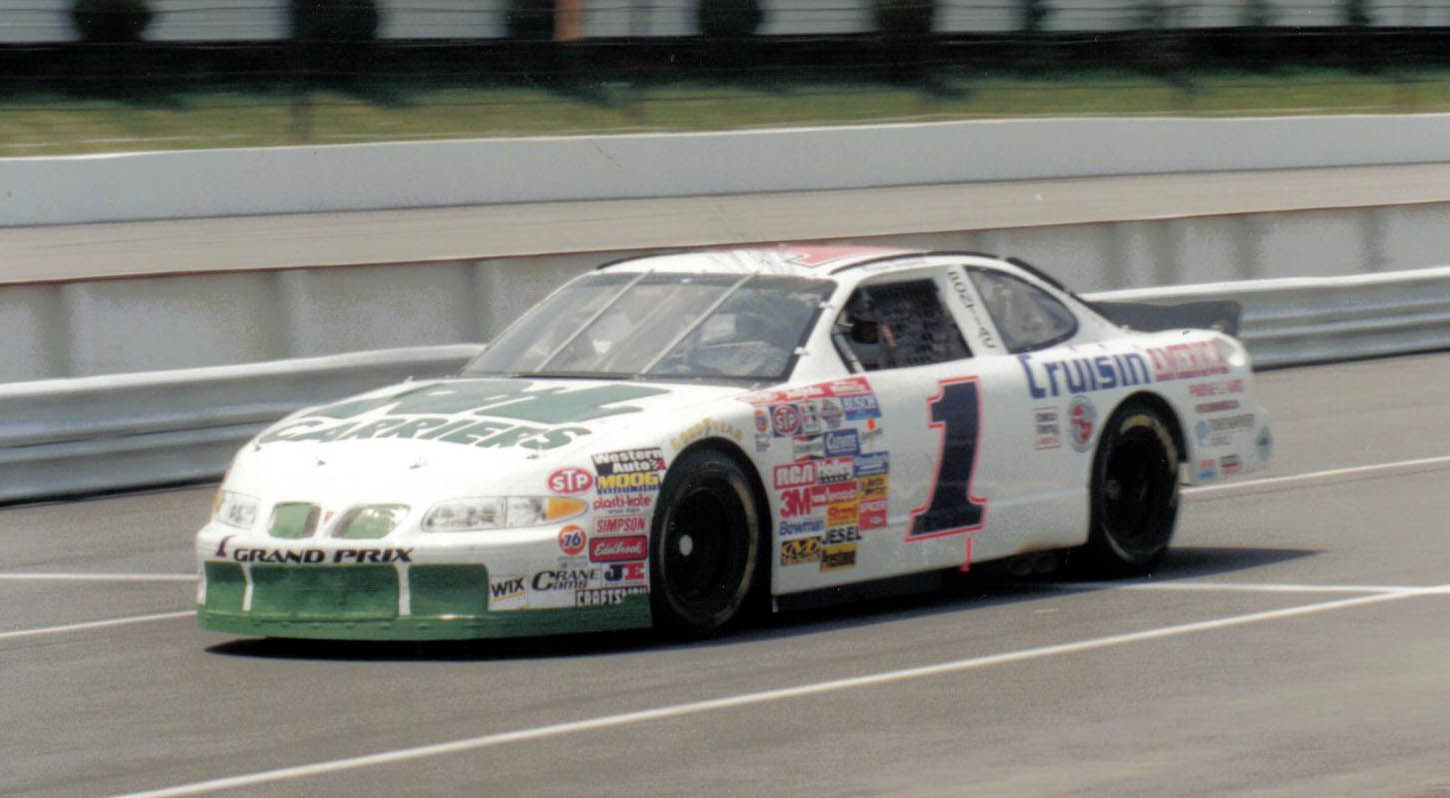
Grand Prix na NASCAR em 1997.

O modelo representou a Pontiac na NASCAR entre os anos de 1981 até o ano de 2004.